# Mesquita de Giyasly
A Mesquita de Giyasly (em azeri:  Qiyaslı məscidi) é uma mesquita localizada na aldeia de Giyasly de Agdam Rayon, Azerbaijão. Em 2 de agosto de 2001, o Gabinete de Ministros da República do Azerbaijão considerou a mesquita sob proteção do Estado como um monumento arquitetônico de importância local.

## História
A mesquita foi construída no século 18. No início da década de 1990, durante a Primeira Guerra do Alto Carabaque, a vila de Giyasly foi ocupada pelas forças militares armênias. A aldeia de Giyasly foi devolvida ao Azerbaijão após a Segunda Guerrado Alto Carabaque em 2020. O fotojornalista Reza Deghati observou que antes de deixar a região, os armênios incendiaram a mesquita de Giyasly. O correspondente do Kommersant, Kirill Krivosheev, observou que havia pilhas de feno na mesquita da aldeia e um curral foi construído nas proximidades.

## Galeria

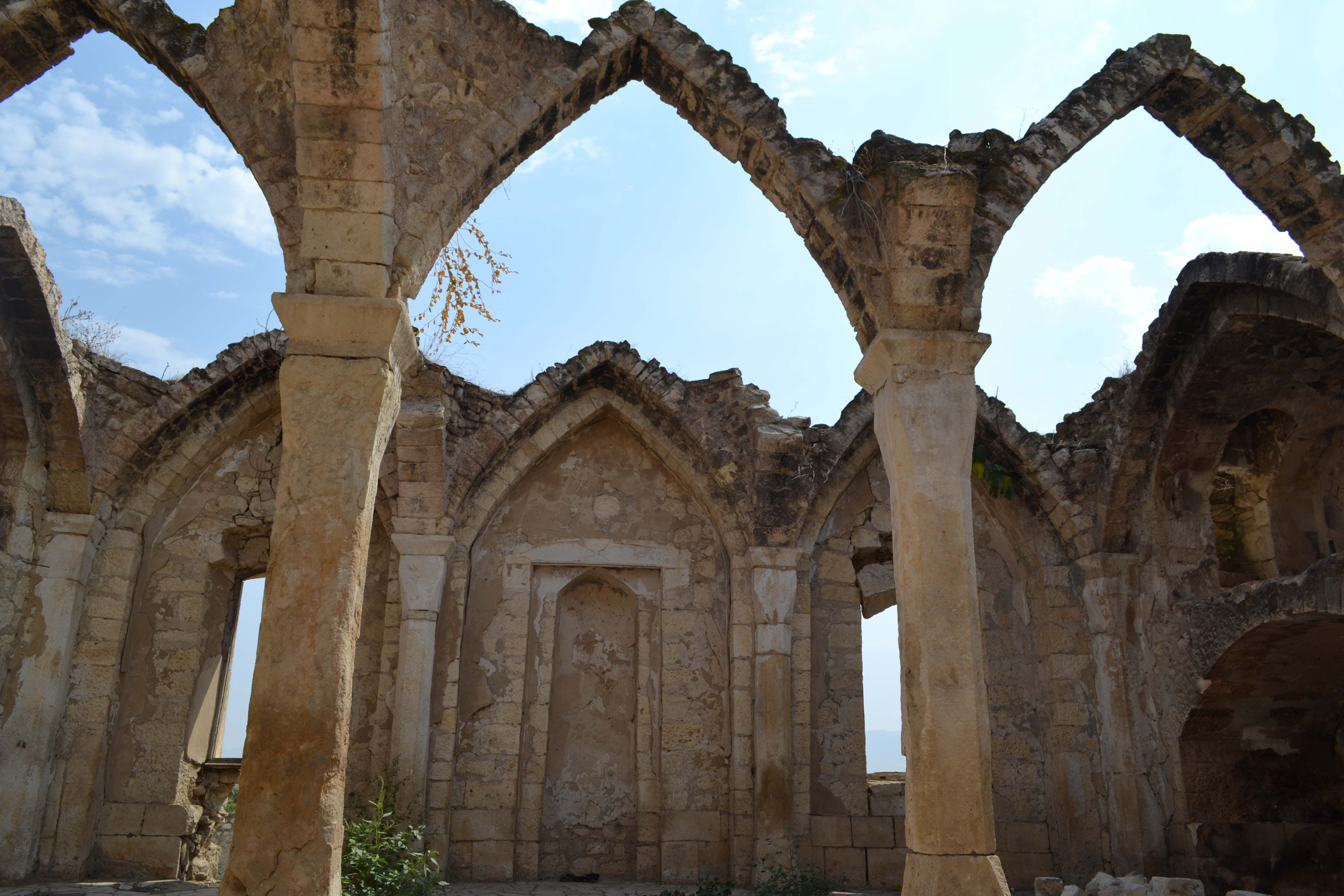
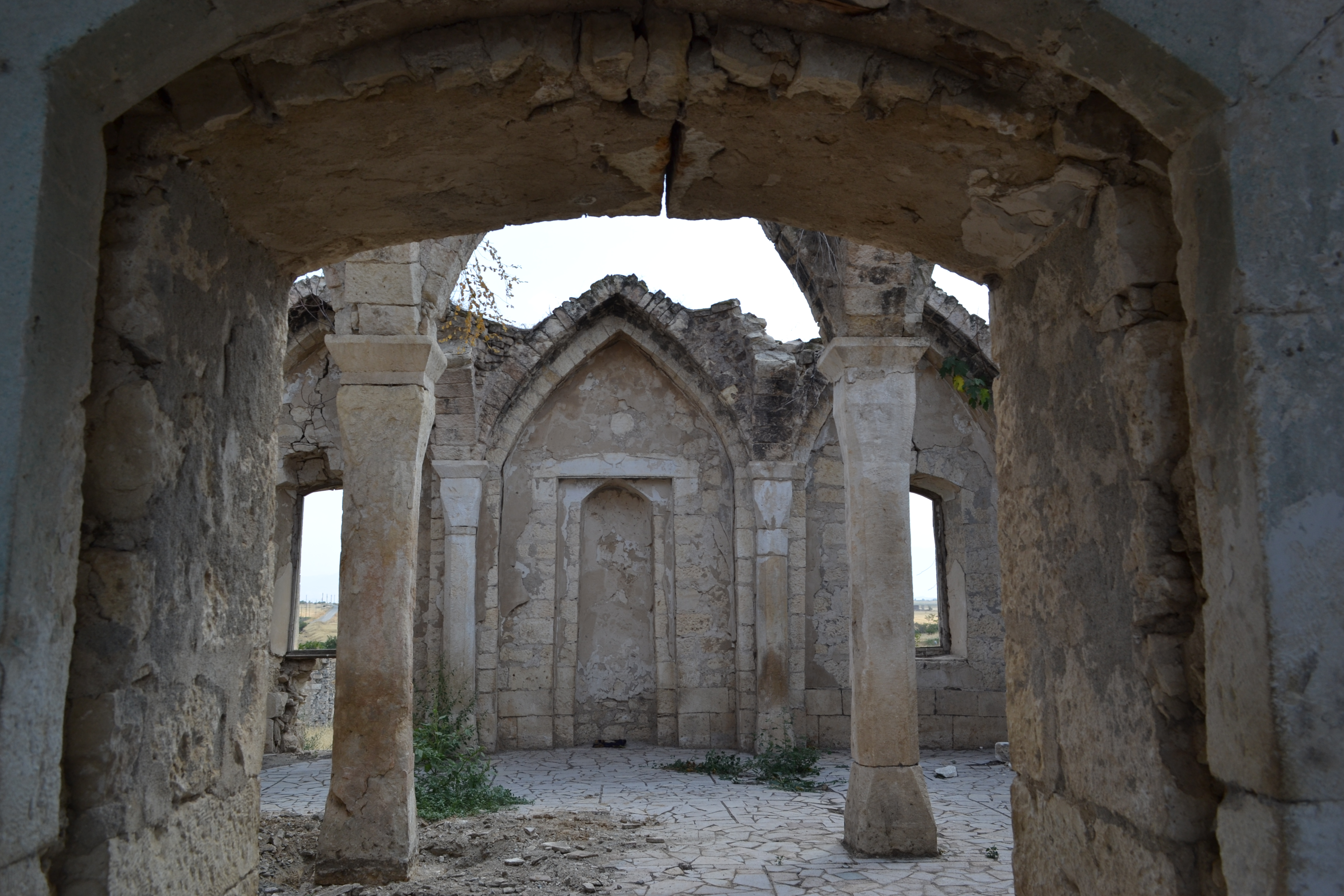
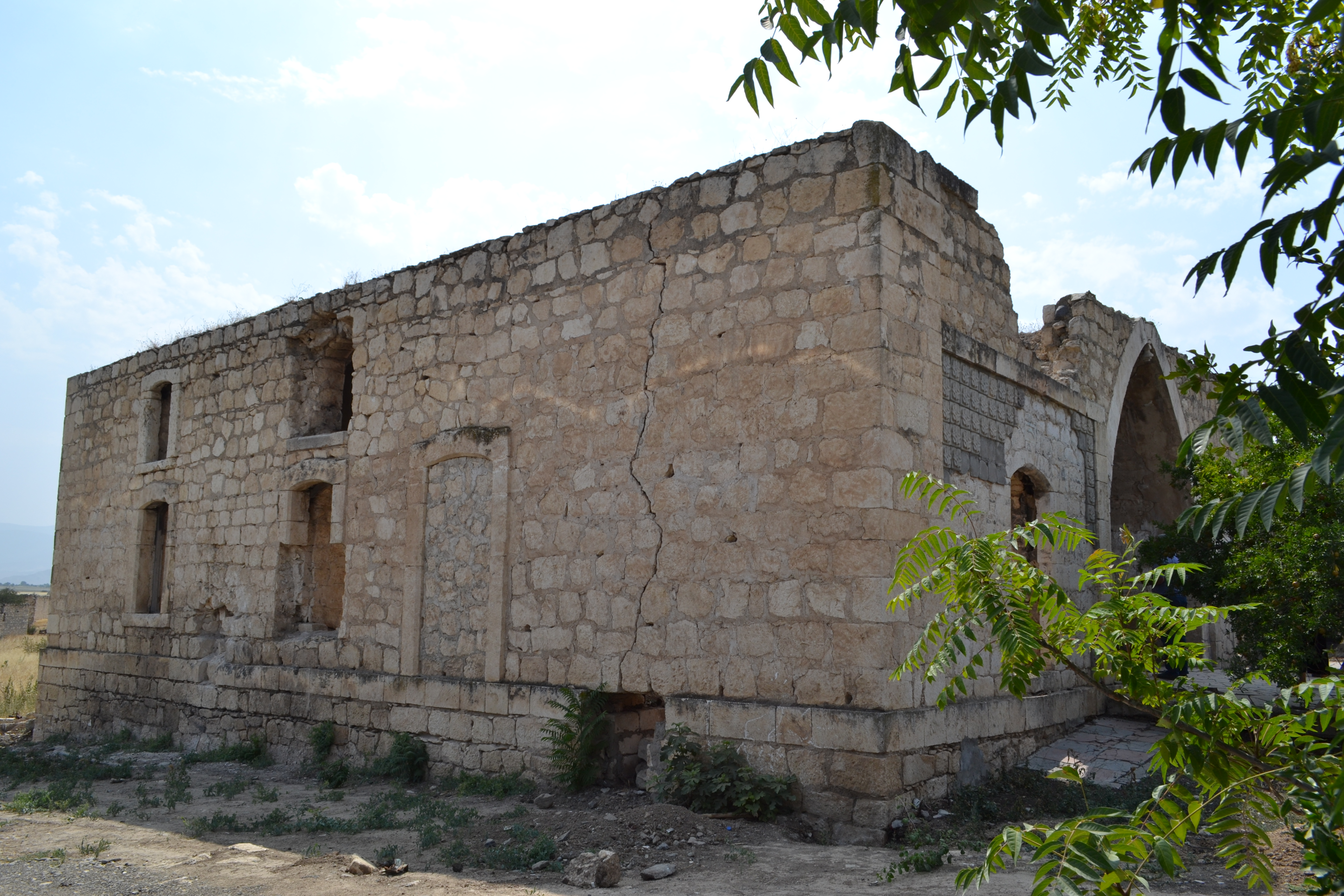
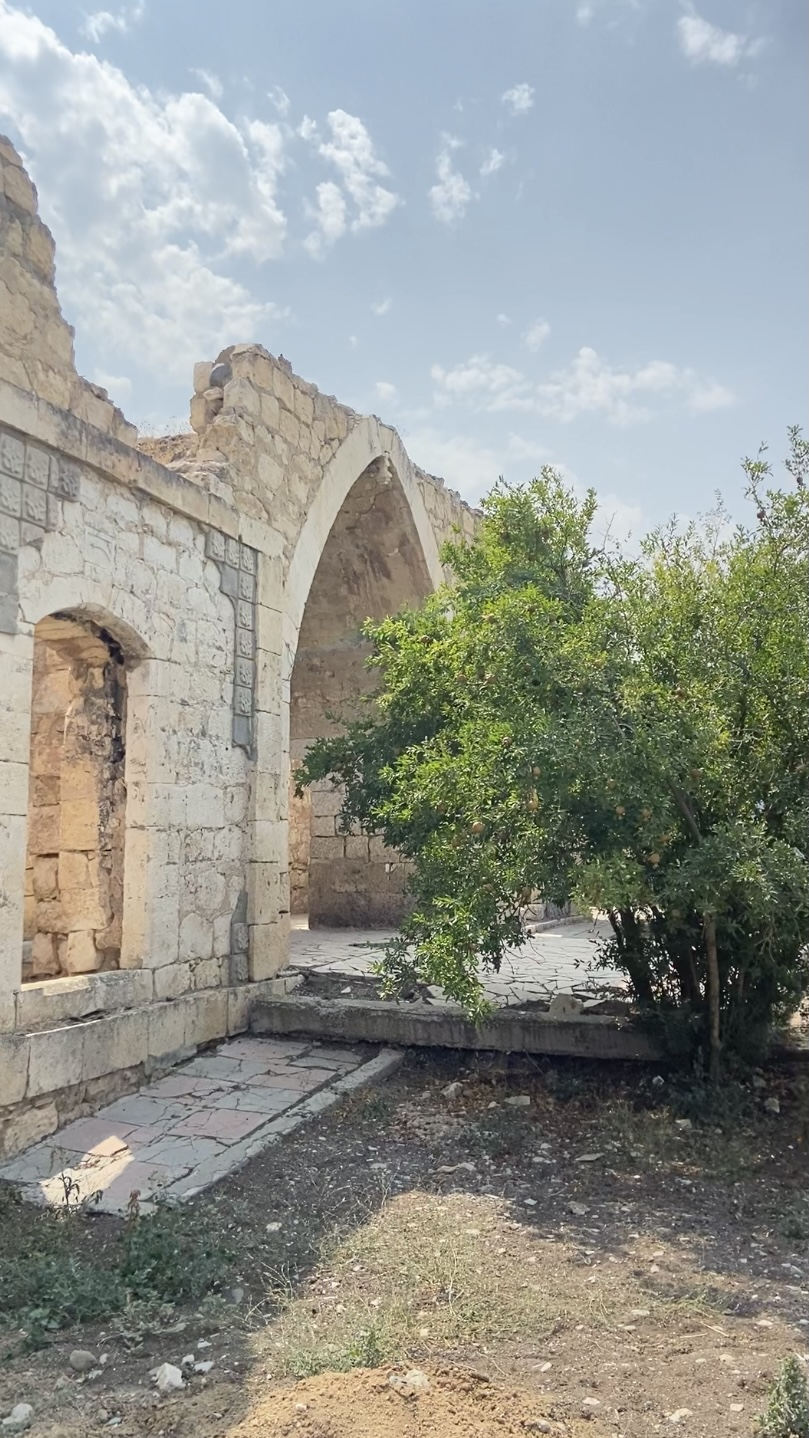